# Von Ormy
Von Ormy è un comune (city) degli Stati Uniti d'America della contea di Bexar nello Stato del Texas. La popolazione era di 1 085 abitanti al censimento del 2010. Fa parte dell'area metropolitana di San Antonio.
Divenne nota come Von Ormy dalla fine degli anni 1880. Prima del 1880, la comunità era nota come "Mann's Crossing", "Garza's Crossing", "Medina Crossing" e "Paso de las Garzas". Gli ex insediamenti di Kirk e Bexar furono assorbiti da Von Ormy all'inizio degli anni 1900.

## Geografia fisica
Secondo lo United States Census Bureau, la città ha una superficie totale di 4,92 km², dei quali 4,89 km² di territorio e 0,03 km² di acque interne (0,53% del totale).

## Società

### Evoluzione demografica
Secondo il censimento del 2010, la popolazione era di 1 085 abitanti.

### Etnie e minoranze straniere
Secondo il censimento del 2010, la composizione etnica della città era formata dal 70,51% di bianchi, lo 0,37% di afroamericani, lo 0,46% di nativi americani, lo 0,37% di asiatici, lo 0% di oceanici, il 27,1% di altre razze, e l'1,2% di due o più etnie. Ispanici o latinos di qualunque razza erano l'86,36% della popolazione.